# Pixel Qi
Pixel Qi —  американская компания,  в Сан-Бруно, Калифорния, участвующая в исследованиях технологии энергосберегающего компьютерного дисплея. Основана Мэри Лу Джепсен, бывшим главным техническим директором проекта OLPC.
Компания разрабатывает жидкокристаллические дисплеи, которые могут быть в основном изготовлены с использованием существующих технологических процессов и инфраструктур для обычных ЖК-дисплеев.
Преимущество дисплеев Pixel Qi в основном в том, что они настроены для работы в трансфлективном режиме (таким образом, используется нижняя подсветка, как в обычных ЖК-дисплеях), и рефлективный (отражающий, требуется только рассеянный свет, без подсветки) — комфортный для глаз, экономящий энергию и видимый при ярком освещении.
C 2015 года Pixel Qi  принадлежат компании Tripuso Display Solutions, которая продолжит выпуск дисплеев.